# Hyperectis apicalis
Hyperectis apicalis là một loài bướm đêm trong họ Crambidae.